# Národohospodářství
Národohospodářství (neboli ekonomika státu) je hospodářství celé země, všech jejích podniků, domácností a také státních institucí. Je to souhrn činností hospodářského charakteru uskutečňovaných na určitém státním území za účasti všech jejich výrobních faktorů. Je základem každého státu a zároveň je ve vztahu ke státnímu rozpočtu. Základními cíli jsou vysoký a rovnoměrný hospodářský růst, nízká nezaměstnanost, cenová stabilita, rovnováha v oblasti vnějších ekonomických vztahů.
Termín je často shodný s pojmem politická ekonomie, který byl později nahrazen jednoduchým ekonomie. Za zakladatele národohospodářství jsou považováni představitelé klasické školy politické ekonomie, ačkoli stejnými otázkami se zabývali již antičtí filozofové, merkantilisté a fyziokraté.
Hlavními oblastmi zájmu jsou kategorie jako bohatství, jeho distribuce, národní důchod, zdanění, rozpočtový proces, veřejné finance, nastavení hospodářské politiky aj.
Rozdíl mezi politickou ekonomií a národohospodářstvím lze hledat ve zvykovém označení, přičemž za „politického ekonoma“ se označuje teoretik, který systematicky rozvíjel výzkum na hranici ekonomie a politických věd, zatímco národohospodářem se většinou nazývá ekonomický „praktik“, který se podílel na tvorbě hospodářské politiky státu, např. ministr financí atp. Odlišnost je tak podobná jako u termínů ekonomie a ekonomika (hospodářství).

## Struktura národohospodářství
Struktura národohospodářství je tvořena soustavou hospodářských subjektů, které se zabývají různorodou činností a jsou členěny podle různých hledisek na základě podobných znaků. Do národohospodářské sféry spadají dva sektory – neziskový a ziskový sektor.

### Neziskový (netržní) sektor
V neziskovém sektoru jsou prostředky pro fungování subjektů získávány z veřejných financí, které jsou spravované veřejnou správou a podléhají veřejné kontrole (fondy, dotace,...). Cílem není finanční zisk, ale dosažení užitku, který mívá podobu veřejné služby. I když některé činnosti v tomto sektoru mohou být částečně ziskové, daná organizace je stále závislá na finančních prostředcích mimo tržní fungování. Celý neziskový sektor poskytuje veřejné služby a statky.
Neziskový veřejný sektor je financován z veřejných financí, a proto je řízen a spravován veřejnou správou. Podléhá veřejné kontrole a rozhoduje se veřejnou volbou. Cílem je poskytování veřejné služby. Tento sektor zabezpečuje výkon státní správy na úrovni státu, regionu, obce prostřednictvím tzv. organizačních složek státu a územních celků včetně některých příspěvkových organizací.
Neziskový soukromý sektor nemá za cíl zisk, ale přímý užitek. Je financován soukromými financemi ale i příspěvky z veřejných financí. Tento sektor se nachází mimo dosah veřejné správy.
- rozpočtové organizace – plně financovány z veřejných rozpočtů
- příspěvkové organizace – mají zákonný nárok na příspěvek z veřejného rozpočtu
- ostatní (nestátní) – nejsou financovány z veřejného rozpočtu

Sektor domácností je charakteristický výměnou služeb a statků v rámci ekonomických aktivit daného národního hospodářství.

### Ziskový (tržní) sektor
V ziskovém sektoru jsou prostředky získávány z prodeje zboží, které sektor sám vytváří nebo distribuuje. Zboží se prodáva za tržní cenu, která je tvořená podle vztahu nabídky a poptávky. Tržní sektor je financován z prostředků, které subjekty pohybující se v této části hospodářství vytváří. Cílem celého sektoru je podnikání za účelem dosažení zisku, ale na svoji činnost si musí vydělat.
Do ziskového sektoru se řadí:
- Státní podniky
- Družstvo
- Obchodní společnost
- Veřejná obchodní společnost
- Komanditní společnost
- Společnost s ručením omezeným
- Akciová společnost
- Živnostník

### Hospodářské sektory
Jednotlivé úseky národohospodářství se seskupují na základě podobných znaků do hospodářských sektorů.
- primární = prvovýroba
  - zahrnuje hospodářská odvětví, která získávají suroviny, např. zemědělství, myslivost, lesnictví, těžba nerostných surovin atd
  - s růstem ekonomické úrovně se snižuje podíl lidí zaměstnaných v zemědělství a celková produkce (nové stroje apod.)
- sekundární = druhovýroba
  - zpracovávaní produktů prvovýroby, výroba hmotných statků (zpracovatelský průmysl)
  - s růstem ekonomické úrovně se podíl sekundárního sektoru na celkové produkci i na celkovém počtu pracovníků zvětšuje
- terciární = činnosti s poskytováním služeb
  - doprava, kultura, bankovnictví, telekomunikace
  - čím je ekonomika vyspělejší, tím má větší podíl na HDP, neustále roste
- kvartérní = vzdělávání, věda, výzkum (může být i součástí terciárního sektoru)
  - čím vyspělejší stát, tím víc si může dovolit investovat[4]

### Hospodářské odvětví
Hospodářská odvětví jsou podniky s podobnými činnostmi.
- Výrobní = výsledkem je hmotný statek nebo věcná služba (strojírenství, zemědělství, průmysl, stavebnictví)
- Nevýrobní = výsledkem je služba nehmotné povahy nebo osobní služby (školství, zdravotnictví, sociální péče, doprava)

## Úroveň národohospodářství
Výkonnost národního hospodářství spočíva v měření statků a služeb vytvořených společností za určitý čas, zpravidla za rok či jeho část. Výkonnost je charakterizovaná makroekonomickými ukazateli:
- tempo růstu
- míra nezaměstnanosti
- míra inflace
- vývoj obchodní a platební bilance
  - OB je dána poměrem exportu a importu = saldo zahraničního obchodu (pasivní nebo aktivní)
  - PB je buď kreditní nebo debetní (příjem nebo výdej)
- HDP
  - nejvýznamnější makroekonomický ukazatel

Dále je několik činitelů, které ovlivňují úroveň národohospodářství:
- přírodní bohatství – nerostné suroviny, zemědělská půda, voda, klima
- obyvatelstvo – počet, věk, vzdělání, struktura, kulturní úroveň
- politický a ekonomický systém – vláda, ministerstvo, zákony, vyhlášky, podmínky pro podnikání
- národní bohatství – vše, co bylo vytvořeno v minulosti (stavby, silnice, dálnice, vynálezy)
- stav životního prostredí – znečištění vody a ovzduší

## Koloběh v národohospodářství
Pod koloběhem v národohospodářství je nutné si představit koloběh statků, služeb a práce, který probíhá mezi obyvatelstvem (domácnostmi), podniky (firmy) a státem.

### Domácnosti
Domácnosti vydávají prostředky na nákup statků a služeb od podniku, a tím umožňují jejích činnost. Část obyvatelstva pracuje v organizacích, kterým dává peníze za činnost vláda. Část obyvatelstva pracuje v organizacích, které jsou zřizovány a finančně podporovány státem (vládou, místní správou), např. u policie, ve školství, na úřadech. Obyvatelé platí státu daně, kterými hradí možnost využít statky a služby. Obyvatelstvo v podnicích nejen pracuje, ale třeba i do nich vkládá peněžní majetek potřebný k podnikání a fungování.

### Podniky
Podniky vyplácejí domácnostem odpracované mzdy, dodávají statky a službu. Podniky zároveň dodávají statky a služby organizacím, které zřizuje a finančně přispívá na činnost stát. Nejen domácnosti, ale i podniky platí státu daně za poskytované veřejné statky a služby.

### Stát
Podniky platí obyvatelstvu odměnu za odvedenou práci, zároveň stát poskytuje obyvatelstvu tzv. veřejné statky a služby (např. osvětlení…) Stát platí podnikům za statky a služby (např. školám platí za dodávku energie, různé opravy,…)

## Hospodářský růst
Společnost neustále roste a také její potřeby. Aby byly tyto potřeby naplněny tak hospodářství musí zvýšit produktivitu, výkonnost a počet výrobků a služeb. K porovnání národních hospodářství se používá HDP na jednoho obyvatele.
6 faktorů hospodářského růstu:
1. přírůstek nabídky pracovních sil
2. přírůstek fyzického kapitálu
3. zvyšování investic do lidského kapitálu
4. technický pokrok
5. řízení a organizace výroby
6. úspory z rozsahu výroby a specializace

Je důležité podotknout, že růst nemusí vést ke zvyšování kvality života.

## Hospodářský cyklus
Cyklický vývoj je charakteristickým znakem tržní ekonomiky. Jeden hospodářský cyklus je doba vzestupu a sestupu ekonomiky. Cyklus obsahuje 4 fáze:
1. expanze (konjunktura) – růst produktu, rozvoj, „boom“ efekt
2. vrchol – bod maxima produktu v daném cyklu, nabídka je vyšší než poptávka
3. recese/krize (při větší síle – deprese) – pokles nabídky a poptávky
4. sedlo/dno – produkt je na nejnižší úrovni v daném cyklu

Kolísání ekonomiky, střídaní vzestupu a sestupu, zpomalování či zrychlování tempa růstu je doprovázeno mnoha negativními ale i pozitivními jevy. Ovlivňuje to především úroveň nezaměstnanosti a inflace, ziskovost, výrobu, atd.

### Česká hospodářská recese
V letech 1993 - 1995 česká ekonomika prožívala období expanze. Vysoké investice podněcovali růst ekonomiky a růst HDP se zrychlil z 0,6 % (1993) až na 6,4 % (1995). Potom však začal zpomalovat a nastala fáze recese. HDP pokleslo o 2,7 % (1998). Centrální banka v roce 1996 zvýšila bankám povinnou míru rezerv a zpomalila růst peněžní zásoby. Potom zvýšila své úrokové míry a dále zpomalila růst peněžní zásoby. To způsobilo rychlou změnu v ekonomice. Jestli by centrální banka zajistila rovnoměrný růst peněžní zásoby, průběh českého hospodářského cyklu by byl mnohem mírnější.

## Přehled státních orgánů ČR, které se zabývají organizací hospodářské činnosti státu
Nejvyšší státní orgány:
- zastupitelské orgány (parlament)
- státní orgány, vláda ČR

Ústřední státní orgány:
- odvětvové – jednotlivá ministerstva
- účelové – statistický úřad, Nejvyšší kontrolní úřad

Místní státní orgány:
- okresní úřady
- magistráty (radnice, obecní zastupitelstva)

Hospodářské orgány:
- jednotlivé subjekty podnikání bez ohledu na právní nebo vlastnické formy

## Český statistický úřad
ČSÚ je státní úřad, který má za úkol shromažďovat data z celého národního hospodářství. Činí tak pomocí statistických výkazů, které mají jednotlivé podniky, organizace či podnikající jednotlivci za povinnost pravidelně vyplňovat a zasílat ČSÚ. Tento úřad zpracovává každý rok Statistickou ročenku, kde se můžeme tabulkách a grafech dočíst o růstu či poklesu různých sektorů našeho hospodářství.

## Významní čeští národohospodáři
- Albín Bráf (1851–1912)
- Alois Rašín (1867–1923)
- Karel Engliš (1880–1961)
- Josef Macek (1887–1972)